# Bord-Saint-Georges
Bord-Saint-Georges è un comune francese di 380 abitanti situato nel dipartimento della Creuse nella regione della Nuova Aquitania.

## Società

### Evoluzione demografica
Abitanti censiti